# Xander De Rycke
Xander De Rycke (Gent, 19 december 1987) is een Vlaamse stand-upcomedian.

## Biografie

### Jeugd
De Rycke woonde de eerste levensjaren in Zelzate, vervolgens verhuisde hij op 8-jarige leeftijd naar Eeklo om op 16-jarige leeftijd terug naar Zelzate te keren. De Rycke heeft zijn vader nooit gekend. Hij werd alleen door zijn moeder opgevoed, al kampte ze met alcoholisme. Toen De Rycke 18 jaar oud was stopte hij met school en wou zijn brood verdienen als stand-upcomedian. Hierover maakte hij lange tijd ruzie met zijn moeder tot hij het huis verliet. De Rycke woonde toen een tijd lang bij een kennis in Eede, in Zeeland net over de grens.

### Vroege carrière
De Rycke deed zijn eerste optreden als stand-upcomedian op 30 maart 2006 op de talentenwedstrijd Homo Cabarectus, waarin hij de finale won van Steven Vrancken, Philippe Geubels, Niels De Boeck & Wim De Maeseneer en Geert De Wael. Eind 2006 nam hij deel aan de Lunatic Comedy Award, georganiseerd door The Lunatic Comedy Club. Hierin verloor De Rycke samen met Joost Van Hyfte in de finale op 1 december 2006 van Philippe Geubels.
De Rycke werd bij een groter publiek bekend door zijn overwinning in Comedy Casino Cup, een programma op de Vlaamse televisiezender Canvas. Hij ging Philippe Geubels en Iwein Segers voor in de finale in de handelsbeurs te Gent, begin 2007. Zijn coach tijdens de reeks was Alex Agnew. Hoewel hij de wedstrijd won, kwam zijn carrière pas een aantal jaar later op kruissnelheid, in tegenstelling tot die van vice-winnaar Geubels.
In 2007-2008 toerde De Rycke mee met Alex Agnew als voorprogramma van de show Morimos Solamente, die afliep op 15 juni 2008. In 2008 was De Rycke oprichter van het project "A Joker Comedy Night", een serie roadshows die uitging van het Antwerpse comedycafé The Joker, waarvan de eerste plaatsvond op 21 augustus 2008 met Thomas Smith, Henk Rijckaert en Alex Agnew. Tussen december 2008 tot december 2009 deed hij samen met Thomas Smith een tournee door Vlaanderen onder de noemer "Comedians of Comedy (BE)", in navolging van de Amerikaanse Comedians of Comedy van comedian Patton Oswalt.

### Stand-upcomedy
De Ryckes eerste avondvullende stand-upcomedyprogramma heette Uw Zoete 666 en ging in première op 9 oktober 2008 in CC De Herbakker te Eeklo. Deze show liep tot mei 2010. De dvd van deze show kwam in oktober 2010 in de winkel te liggen onder het comedylabel PIAS. Op de dvd staat zijn twee opnames van de show te vinden: één opgenomen in CC De Werf te Aalst, en een andere in café The Joker te Antwerpen.
In 2012 toerde De Rycke rond met zijn tweede voorstelling Mijn Zwarte Parade. Deze ging in première in de Stadsschouwburg Brugge. De voorstelling ontving lovende kritieken en toerde rond tot halverwege 2012. De dvd werd opgenomen in de Arenbergschouwburg te Antwerpen en kwam uit in oktober 2012.
Zijn Derde Show, 's mans derde voorstelling, ging in januari 2013 in première te Eeklo. De show werd aanvankelijk opgenomen in CC De Werf te Aalst, maar deze opnames waren door geluidsproblemen niet bruikbaar voor de geplande dvd. Er werden nadien nieuwe opnames gemaakt in Cc De Schakel te Waregem.
Ter gelegenheid van zijn 10-jarig bestaan op het podium toerde De Rycke in 2015 en 2016 rond met een jubileumvoorstelling getiteld 10 jaar bezig, 2 uur grappig, die in het voorjaar van 2016 werd afgesloten met het 10 jaar Xander De Rycke Ego-Festival op van 31 maart tot en met 2 april 2016.
In januari 2017 gaf De Rycke de aftrap voor een vierde 'gewone' stand-upcomedyvoorstelling getiteld Quarter-Life Crisis, waarin hij vooral grappen maakte over het volwassen worden en de obstakels die daarmee gepaard gaan. Net zoals in zijn vorige voorstellingen maakte De Rycke hierbij gebruik van komische observaties en de herkenbaarheden van het leven.
In maart 2020 ging De Rycke in première met de nieuwe show Bekend & Bescheiden in première. Na slechts een aantal voorstellingen werd de geplande tournee van deze voorstelling uitgesteld wegens de COVID-19-pandemie. Om tijdens de coronacrisis toch een voorstelling te kunnen spelen, schreef De Rycke de alternatieve show Uitgerust & Immuun, waarin het coronavirus en de lockdown het centrale thema vormden. In het voorjaar van 2022 werd Bekend & Bescheiden hernomen.
Om de vijftiende verjaardag van zijn podiumcarrière te vieren, speelde De Rycke op 27 november 2021 in een uitverkochte Lotto Arena de best-of-voorstelling XDR15. 
In de laatste week van het jaar 2022 trad De Rycke tien keer op met Een avond met Xander De Rycke. Een opname van deze voorstelling verscheen op 23 januari 2023 op De Ryckes YouTube-kanaal onder de titel Dit Terzijde.

### Eindejaarsconference
In september 2016 hield De Rycke voor het eerst de eindejaarsconference Xander De Rycke houdt het voor bekeken, waarin hij het Vlaamse tv- en medialandschap onder de loep neemt en grappen maakt over BV's die zich het afgelopen jaar in de kijker geplaatst hebben. De conference werd een jaarlijks terugkerend format en kreeg nieuwe edities in 2017, 2018 en 2019. Achteraf werden deze shows telkens integraal geüpload op het YouTube-kanaal van De Rycke. Een geplande vijfde editie van de conference voor 2020 werd vroegtijdig geannuleerd vanwege de COVID-19-pandemie, maar in de tussentijd verscheen op 3 mei 2021 wel een eenmalige Houdt het voor bekeken-special op Streamz die deels in het teken stond van de coronacrisis. Eind 2023 trad De Rycke weer op met een volwaardige nieuwe versie van Houdt het voor bekeken tijdens drie shows in de Lotto Arena. Eind december 2024 en begin januari 2025 treedt hij vijf keer op in de Lotto Arena met Houdt het voor bekeken.

### Televisie en radio
De Rycke draafde in 2011 twee keer op in het derde seizoen van Mag ik u kussen?, een programma van Bart Peeters op Canvas. Ook in de opvolger Een Laatste Groet verscheen hij enkele malen als panellid. In 2013 presenteerde hij het zevende seizoen van Comedy Casino, eveneens op Canvas. 
In het najaar van 2014 en het voorjaar van 2015 was De Rycke als vast redactielid en schrijver actief bij het programma De Ideale Wereld op de zender VIER. In augustus 2017 presenteerde De Rycke op Canvas het filmprogramma Cinema Canvas, waarin hij het stokje overnam van Michaël Pas. 
Vanaf 2022 is De Rycke werkzaam bij radiozender Studio Brussel als co-presentator van Eva De Roo in het programma De Roo en De Rycke.
In 2024 nam De Rycke deel aan de televisiequiz De Slimste Mens ter Wereld, maar hij werd al na één deelname uitgeschakeld.

### Andere projecten
In de halloweenperiode van 2010 organiseerde De Rycke de line-upvoorstelling Xander De Rycke's Halloween Comedy Night, die doorging in de Arenbergschouwburg te Antwerpen. Een tweede editie van deze voorstelling ging in 2011 door in de Lotto Arena.
Eind oktober 2011 publiceerde De Rycke een boek getiteld Het leven is kak, en dan wordt het grappig, een autobiografie waarin De Rycke de laatste 8 jaar van zijn leven uit de doeken doet en het vooral heeft over zijn jeugd, de overgang naar comedy en het comedyleven in Vlaanderen in het algemeen. In november 2020 publiceerde De Rycke een tweede boek met de titel Bekend & Bescheiden, dat deels een herwerking was van zijn eerdere autobiografie met de toevoeging van nieuw materiaal. 
In 2012 speelde hij samen met Gilles Van Schuylenbergh een experimentele comedyvoorstelling met de titel Gilles & Xander: Finding a Format.
In augustus 2014 ging de documentaire Oscar in première, een portret van De Ryckes grootvader Eduard 'Oscar' De Rycke. Hierin wordt een beeld geschetst van de man en het Meetjesland, de streek waar hij leefde.
In maart en april 2019 presenteerde De Rycke een reeks van vijf live talkshowvoorstellingen in de Minardschouwburg in Gent met de titel Vanavond Live met Xander De Rycke. Het waren avondvoorstellingen naar het voorbeeld van Amerikaanse praatprogramma's als The Tonight Show en Late Night with Conan O'Brien, inhoudelijk gevuld met interviews, stand-upcomedy en livemuziek.

### Podcasts
In 2011 begon De Rycke met een eigen podcast, getiteld Mosselen om half twee. De afleveringen van deze podcast waren aanvankelijk vooral opgenomen gesprekken van De Rycke met collega-comedians en vrienden, waaronder William Boeva, Seppe Toremans, Dimitri De Brucker en Gilles Van Schuylenbergh. Later werden ook opnames voor een livepubliek en interviews met bekende Vlamingen aan het format toegevoegd. Na 300 afleveringen trok De Rycke in mei 2018 tijdelijk de stekker uit Mosselen om half twee met een livevoorstelling in de Arenbergschouwburg in Antwerpen. In 2021 werd de podcast heropgestart en sindsdien worden weer regelmatig nieuwe afleveringen opgenomen. 
Eveneens in 2021 begon De Rycke met een nieuwe podcast met de titel Ben je nog aan het kijken?. Hierin praat De Rycke met gasten over hun favoriete televisieprogramma's, of interviewt hij mensen die meegewerkt hebben aan bepaalde programma's. In 2021 en 2022 verschenen drie seizoenen van deze podcastreeks, in het voorjaar van 2023 gevolgd door een vierde seizoen dat  exclusief te beluisteren is op VRT MAX. 
De Rycke is ook een regelmatig terugkerende gast in de podcast Welcome to the AA van Alex Agnew en Andries Beckers. Op 10 februari 2020 verbraken Agnew, De Rycke en Beckers hierin het record van de langste podcastaflevering van België met een lengte 6 uur en 31 minuten. In december 2020 wisten de drie hun eigen record nogmaals te verbreken.

## Zaalshows
- 2008-2010: Uw Zoete 666
- 2011-2012: Mijn Zwarte Parade
- 2014-2015: Zijn Derde Show
- 2015-2016: 10 jaar bezig, 2 uur grappig
- 2016: Xander De Rycke houdt het voor bekeken 2015-2016
- 2017-2019: Quarter-Life Crisis
- 2017: Xander De Rycke houdt het voor bekeken 2016-2017
- 2018: Xander De Rycke houdt het voor bekeken 2017-2018
- 2019: Vanavond Live met Xander de Rycke
- 2019: Xander De Rycke houdt het voor bekeken 2018-2019
- 2020-2022: Bekend & bescheiden
- 2020-2021: Uitgerust & Immuun
- 2021: Xander De Rycke houdt het voor bekeken: Covid-19
- 2021: XDR15
- 2022: Dit Terzijde
- 2023: Xander De Rycke houdt het voor bekeken 2023
- 2024: Xander De Rycke houdt het voor bekeken 2024
- 2025: Xander De Rycke houdt het voor bekeken X

## Trivia
- De Rycke kreeg nog biologie in het 5e middelbaar van Henk Rijckaert, die hem inspireerde om met comedy te beginnen.
- De Rycke had een gastrol in zowel F.C. De Kampioenen 2: Jubilee General (2015) en F.C. De Kampioenen 3: Forever (2017) als gevangene en in F.C. De Kampioenen 4: Viva Boma (2019) als lijk.